# Морское дно (бассейн)
Бассейн «Морское дно» — мозаичный бассейн работы народного художника СССР, академика Зураба Церетели, созданный в 1969—1970 гг.. Расположенный на площади Ленина в г. Ульяновск. С 2021 года — выявленный объект культурного наследия.
За эту работу автор был удостоен Государственной премии СССР.

## История создания
Бассейн был создан в 1970 году при строительстве Ленинского мемориала к 100-летнему юбилею В. И. Ленина на Площади имени 100-летия со дня рождения В. И. Ленина, ныне Площадь Ленина.
В 1970 году З. К. Церетели за одну из первых своих работ — мозаику «Морское дно» для бассейна в архитектурном ансамбле, посвящённом 100-летию со дня рождения В. И. Ленина, был удостоен Государственной премии СССР.
Распоряжением Правительства Ульяновской области от 16.11.2021 г. № 587-пр, Бассейн с мозаикой работы З. К. Церетели, получил статус выявленного объекта культурного наследия.

## Описание
Бассейн находится у Ленинского мемориала. Размеры бассейна — 40 м × 15 м подобраны под масштабы площади. Он яркое пятно, которое обогащает строгую, лаконичную постройку. Метровые панели (голубая кайма) выполнены в одном стиле. Мозаика выполнена в авторской технике объёмной эмали. Технику изготовления автор разрабатывал лично. Здесь, он впервые использовал мозаику под водой, поэтому кусочки смальты заиграли ярче, а водная рябь оживила изображения. После этого подобные творения появились и в других городах СССР.

## Галерея

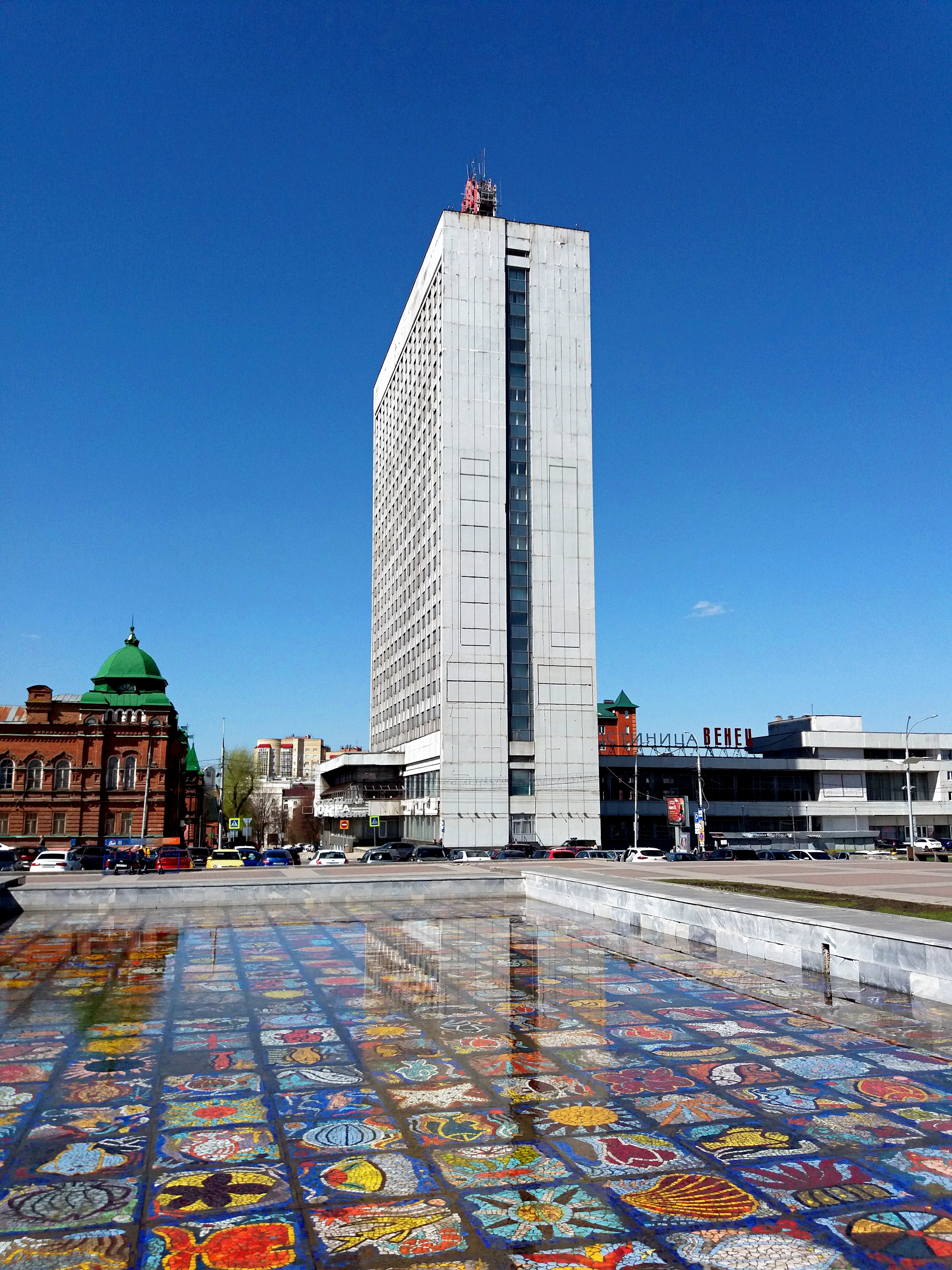
Гостиница «Венец» и бассейн.
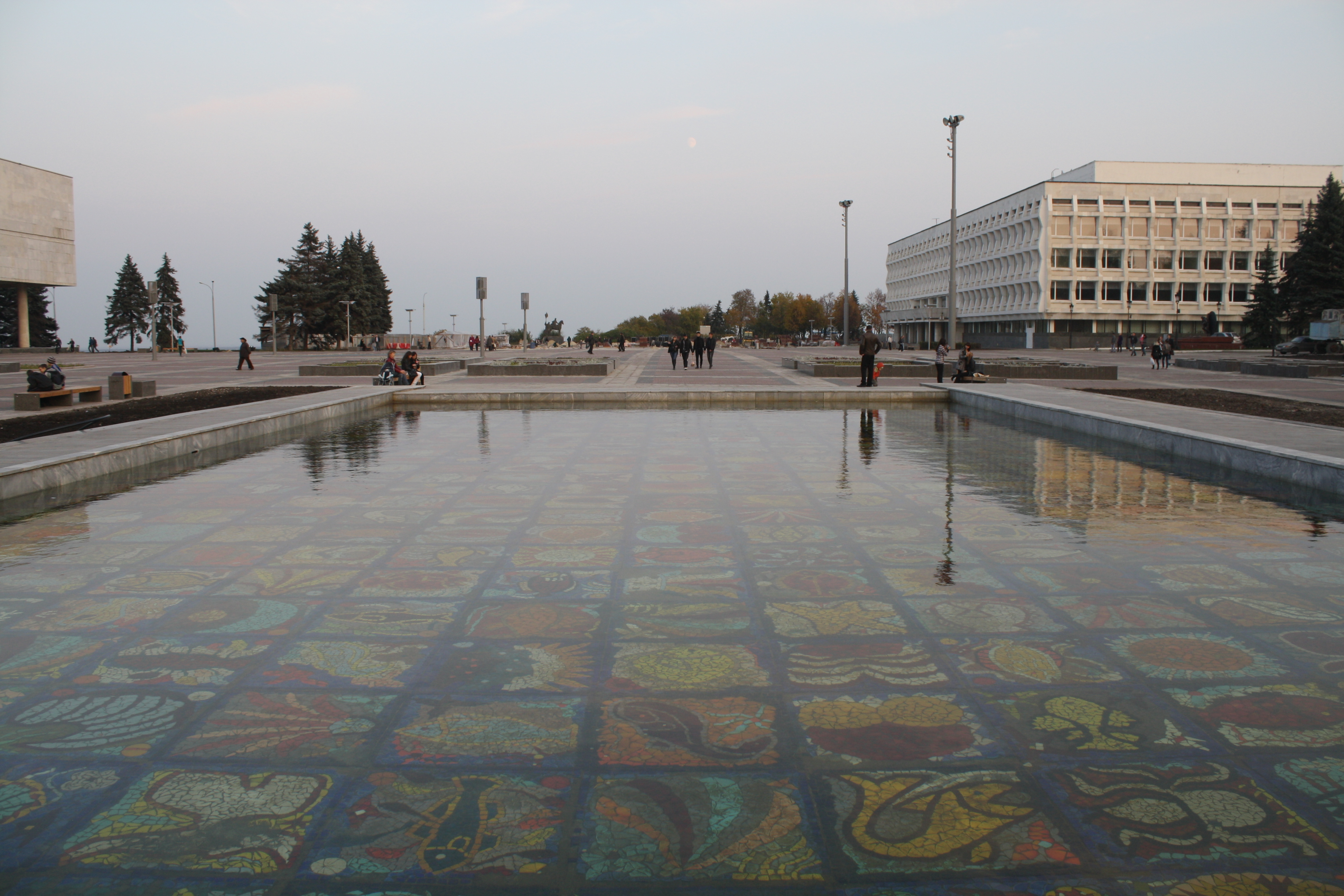
Мозаичный бассейн «Морское дно».
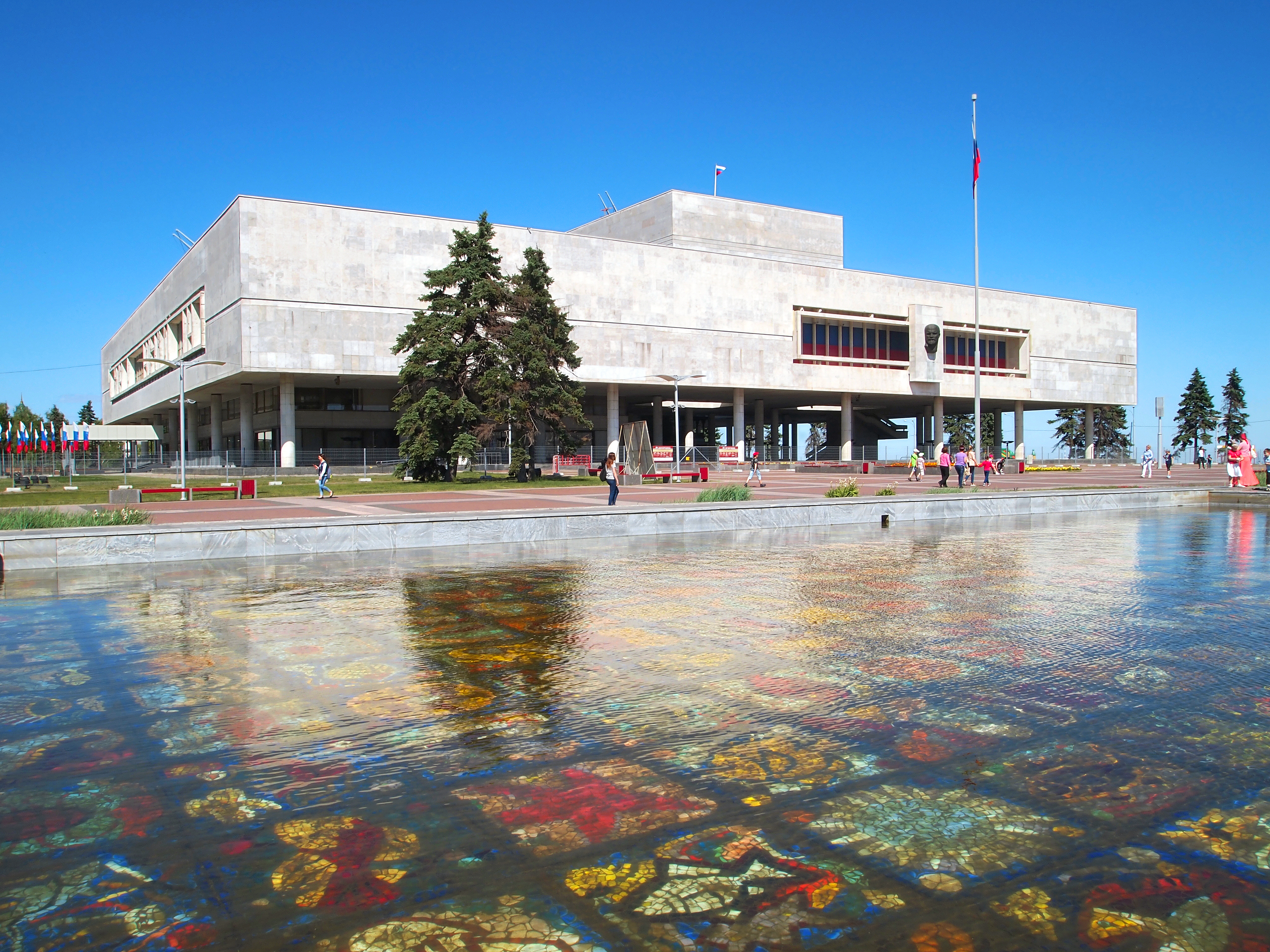

## Бассейн в филателии

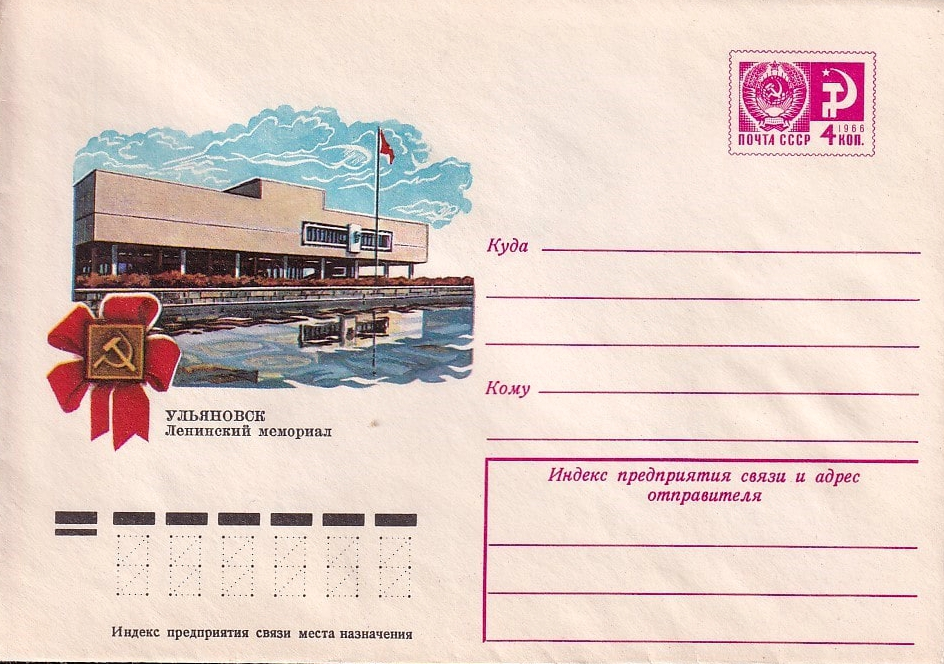
ХМК СССР, 1976 г. Ульяновск. Бассейн и Ленинский мемориал.
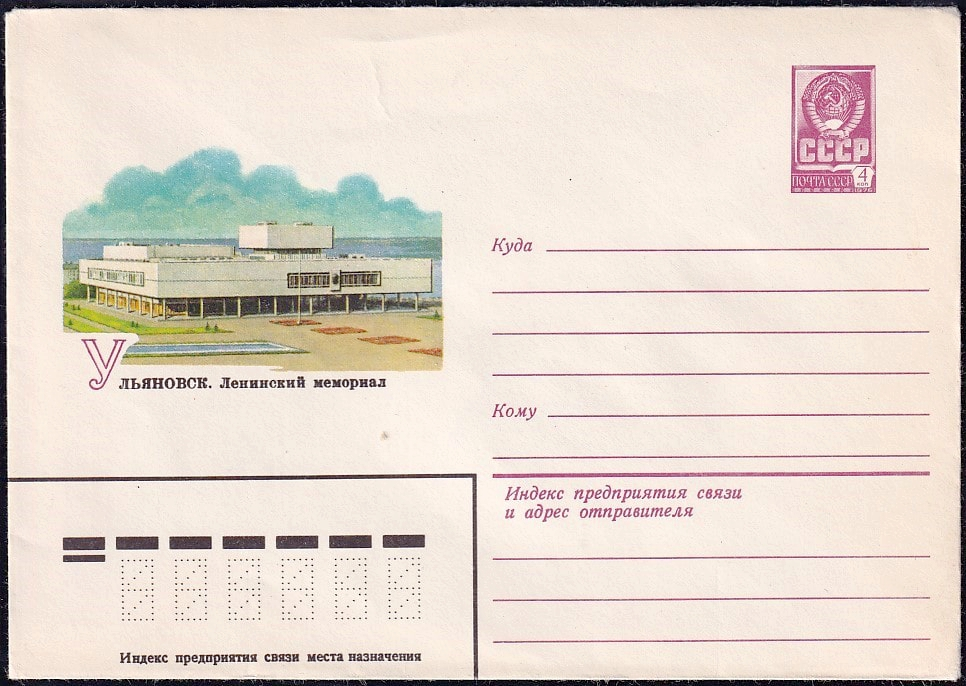
ХМК СССР, 1980 г. Ульяновск. Ленинский мемориал и бассейн.
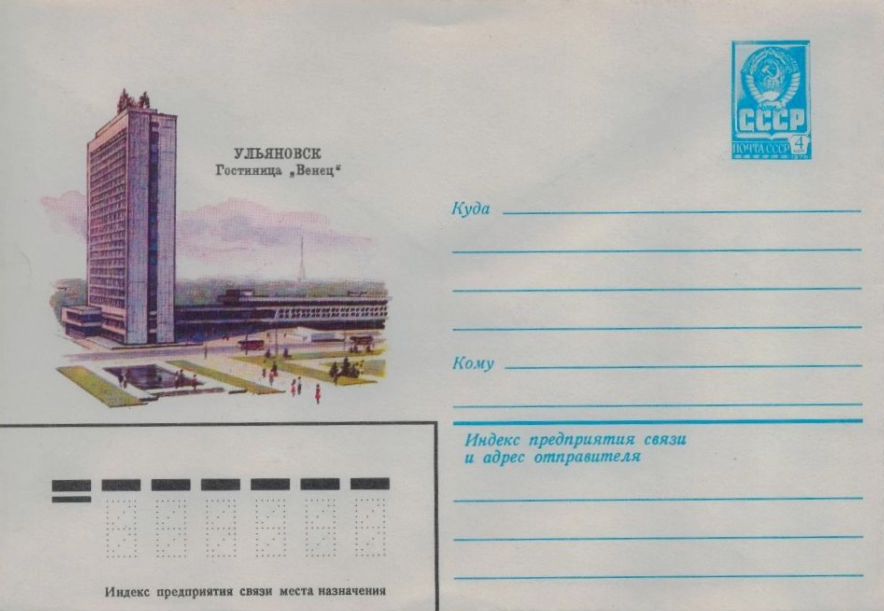
ХМК СССР, 1981. Ульяновск. Гостиница «Венец» и бассейн.